# Dąb prof. Karpińskiego
Dąb Prof. Karpińskiego – pomnikowy dąb szypułkowy rosnący w Białowieskim Parku Narodowym, jedno z najwcześniej sfotografowanych drzew Puszczy Białowieskiej i jeden z jej najpotężniejszych dębów. Rośnie w 370 oddziale BPN.
Przez długi okres  drzewo uchodziło za najgrubszy dąb rosnący na terenie BPN. Obwód pnia na wysokości 130 cm od postawy wynosi 601 cm (według pomiarów z 2011 roku), wysokość drzewa 42,2 metrów. Pod względem obwodu pnia zajmuje obecnie czwarte miejsce wśród dębów rosnących na terenie BPN.
Całkowita wysokość strzały pnia dębu wynosi ok. 30 metrów. Korona drzewa jest symetryczna.
Wiek dębu szacowany jest na około 400 lat. Pierwszy opis dębu dokonany został w 1930 roku przez Jana Karpińskiego. Ocenił on jego wiek na około 350 lat, a wysokość na 37 metrów. Obwód miał wówczas wynosić 460 cm. Tomasz Niechoda nazwał go Dębem Prof. Karpińskiego, ze względu na jego zasługi w ochronie Puszczy Białowieskiej. 
Sfotografowany został przez Karpińskiego, który opublikował jego fotografię w 1930 roku. Spośród dębów Puszczy Białowieskiej jedynie Dąb Jagiełły sfotografowany został wcześniej.
Drzewo jest w dobrej kondycji, żaden z konarów korony nie jest suchy, a na pniu nie ma ubytków kory.